# Nescicroa nigra
Nescicroa nigra är en insektsart som beskrevs av Frank H.Hennemann 1998. Nescicroa nigra ingår i släktet Nescicroa och familjen Diapheromeridae. Inga underarter finns listade i Catalogue of Life.